# Muneo Suzuki
Muneo Suzuki (鈴木 宗男 Suzuki Muneo, 31 de gener de 1948) és un polític japonès nascut a Ashoro, Hokkaido. Tot i haver militat abans al Partit Liberal Democràtic, en 2005 va fundar el partit regionalista Nou Partit Daichi, liderat per ell mateix.

## Biografia
Suzuki va créixer en una familia d'origen humil del camp de Hokkaido, la qual va fer grans esforços per a que ell poguera anar a la universitat. Suzuki va graduar-se en la facultat de ciències polítiques de la Universitat de Takushoku l'any 1970 i després d'això començà a treballar per a Ichiro Nakagawa, membre de la Cambra de Representants del Japó i del PLD. Nakagawa va cometre suïcidi a un hotel de Sapporo l'any 1983 per raons desconegudes. En aquell moment, Suzuki va decidir concòrrer per l'escó del seu antic cap, que representava a Hokkaido, però el fill de Nakagawa, Shōichi Nakagawa, nadiu de Tòquio, es va traslladar fins a Hokkaido per a concòrrer per l'escó de son pare. Suzuki llavors, va decidir concòrrer per un districte veí, aconseguint ser elegit en desembre de 1983 com a membre del PLD.

### En el PLD
Durant els seus anys al PLD, Suzuki es va convertir en un dels polítics més prominents del Japó i en un dels més importants del PLD. L'any 1997 va ser nomenat Ministre d'Estat d'Okinawa i els Territoris del Nord així com a cap de les agències de desenvolupament d'Okinawa i de Hokkaido, respectivament. Després, va ser nomenat pel Primer Ministre Keizō Obuchi com a vice-miniestre del gabinet i sub-secretari general del gabinet. El 1998, mentres estava al càrrec de sub-secretari general del gabinet va ser inculpat com a sospitós d'acceptar suborns i el 2002 va deixar el partit després d'haver-se conegut la seua influència sobre el ministre d'exteriors a l'hora de les relacions diplomàtiques amb Rússia.

### Escàndol i posterior inculpament
En 2002, quan deixà el PLD va ser arrestat per les sospites d'acusacions d'haver acceptat suborns de dues companyies de Hokkaido. El 2003 va decidir no concòrrer a les eleccions per renovar el seu escó ja que estava rebent tractament per combatre un càncer d'estòmac. El seu secretari, Akira Miyano, va ser detingut i empresonat per acceptar suborns en 2003, i Suzuki també fou empresonat tot i haver declarat que es tractaven de donacions polítiques, sent condemnat a dos anys i sota una fiança de onze milions de iens en novembre de 2004. Va romandre lliure fins al moment de l'empresonament.
El 7 de setembre de 2010, el Tribunal Suprem de Justícia del Japó va decidir per unanimitat la sentència i empresonament de Suzuki. En resposta, Muneo Suzuki anuncià que presentaria un recurs contra la sentència. Si el recurs és rebutjat, Suzuki serà desposseït dels seu càrrecs públics i la multa i la pena de presó entrarien en vigor de manera immediata. També se li prohibira presentar-se a cap càrrec públic durant els cinc anys posteriors de completar la sentència de la presó. Suzuki va ser posat en llibertat condicional el 6 de desembre de 2011, després de complir un any de presó a la prefectura de Tochigi.

### Relacions amb Rússia

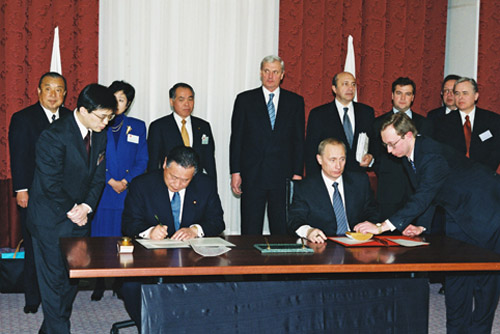
Reunió de pau en Irkutsk entre el Primer Ministre Mori i el President Putin. Al fons de la foto es poden vore Muneo Suzuki i Yuriko Koike, ex-ministra i governadora de Tòquio.

Si per un aspecte és reconegut Muneo Suzuki és per tindre molt bones relacions amb el govern rús. Posteriorment, s'ha conegut que Muneo exercia una gran pressió i influència sobre el Ministre d'Afers Exteriors i que quasi manava més que ell. El 1999, quan encara era al govern del Primer Ministre Obuchi, va pressionar al llavors ministre d'exteriors per a que fundara la "Casa de l'Amistat Nipo-Russa", la qual té el malnom de "la casa de Muneo", cosa que es convertí en un escàndol quan es va revelar en 2002.
En 2001, durant el govern del Primer Ministre Mori, Suzuki i un grup de diplomàtics i diputats van fer possible una reunió de pau i entesa entre el govern del Japó i el de Rússia. La idea de la reunió era, en opinió de Suzuki i els seus, el resoldre el conflicte de les illes Kurils d'una manera més realista que l'emprada fins al moment. L'estratègia de Suzuki consistia en suspendre les demandes del Japó sobre les quatre illes i, en canvi, promoure una transferència gradual de les dues illes més petites de l'arxipèlag i més properes a Hokkaido, sense deixar de negociar respecte a les illes més grans. Aquesta iniciativa fou molt contestada inclòs dins del Ministeri d'Afers Exteriors ja que d'eixa estratègia es desprenia l'acceptació del Japó de la sobirania russa de les illes i l'abandó de les reclamacions. Finalment, després que Junichiro Koizumi reemplaçara a Mori com a Primer Ministre, l'estratègia Suzuki fou rebutjada en favor d'una de més convencional després de moltes lluites internes. Posteriorment, en declaracions de Suzuki, aquest es lamentava d'aquella "oportunitat perduda" segons ell: "Hem tingut davant els nostres ulls el retornament dels Territoris del Nord", va dir.
L'11 d'octubre de 2023 abandonà la militància del Nippon Ishin no Kai després de diverses crides a l'expulsió per haver visitat Rússia durant l'invasió russa d'Ucraïna.

### En el Nou Partit Daichi
En 2005 va fundar el partit conservador i regionalista "Nou Partit Daichi", el qual funcionava de manera efectiva com una llançadera personal al moment de presentar-se a les eleccions per ocupar l'escó que ja venia ocupant des de 1983. En el mateix any, 2005, Suzuki es va presentar a les eleccions generals japoneses de 2005, aconseguint de nou un escó a la Cambra de Representants. En les eleccions generals japoneses de 2009 va tornar a renovar el escó, però a causa de la seua entrada en presó, el 2010 va haver d'abandonar el seu escó, sent reemplaçat pel següent de la llista: Takahiro Asano. Després de nombrosos i infructuosos intents d'aconseguir un escó en la cambra de consellers, en les eleccions a la Cambra de Consellers del Japó de 2019, Suzuki va aconseguir per primera vegada un escó a la Cambra de Consellers del Japó, després de molt temps sense tindre un escó (des de 2010) anant en les llistes del Nippon Ishin no Kai, tot i que alhora d'anunciar que tornava a la política també anuncià que el NPD seguiria actiu i, de fet, els seus actes de campanya els va fer amb la simbologia del NPD.